# Carbure de tantale
Le carbure de tantale est un composé binaire de carbone et de tantale ayant pour formule chimique générique TaCx, où x est généralement compris entre 0,4 et 1. Il y a donc en fait toute une famille de carbures de tantale : x = 0.5 correspond au carbure de tantale(II) Ta2C, encore appelé monocarbure de ditantale, tandis que x = 1 correspond au carbure de tantale(IV).
Le carbure de tantale est essentiellement un produit industriel utilisé pour ses propriétés mécaniques, mais il existe aussi à l'état naturel, sous la forme du minéral rare tantalcarbide, de composition stœchiométrique TaC.

## Propriétés
Les carbures de tantale sont des céramiques ultraréfractaires extrêmement dures et cassantes dotées d'une conductivité électrique de type métallique.
La température de fusion des carbures de tantale atteint un maximum aux environs de 3 880 °C en fonction des conditions de mesure et de la pureté des échantillons. Cette valeur est parmi les plus élevées connues pour des composés binaires,. Seul le carbure de tantale-hafnium présente une température de fusion sensiblement plus élevée, de l'ordre de 4 215 °C, tandis que la température de fusion du carbure d'hafnium est comparable à celle du carbure de tantale.
Les liaisons entre atomes de carbone et de tantale dans les carbures de tantale sont des mélanges complexes de liaisons ioniques, liaisons métalliques et liaisons covalentes. La forte contribution de ces dernières confère à ces matériaux leur nature très dure et cassante. Le TaC a ainsi une microdureté de 1 600 à 2 000 kg/mm2 (environ 9 sur l'échelle de Mohs) et un module de Young de 285 GPa, alors que les valeurs correspondantes pour le tantale pur sont de 110 kg·mm-2 et 186 GPa.
La dureté, la limite d'élasticité et de contrainte de cisaillement, ainsi que la sensibilité de ces valeurs à la température, augmentent avec le taux x de carbone. TaC est un supraconducteur dont la température critique vaut 10,35 K.
Les propriétés magnétiques de TaCx sont diamagnétiques pour x ≤ 0,9 et deviennent paramagnétiques pour x > 0,9. Le carbure d'hafnium présente le comportement inverse bien qu'il partage la même structure cristalline que le carbure de tantale.

## Carbures de tantale synthétiques
Les carbures de tantale se présentent comme des poudres gris-brun sombres habituellement traitées par frittage. Ce sont des constituants importants de matériaux cermet qui sont employés commercialement dans divers outillages utilisés en découpage des métaux et sont parfois ajoutés aux alliages de carbure de tungstène.
On obtient les matériaux de composition TaCx souhaitée à partir d'un mélange de tantale et de graphite pulvérulents chauffé sous vide ou sous atmosphère inerte (argon) à 2 000 °C à l'aide d'un four industriel ou à arc électrique,.
Un autre procédé consiste à réduire l'oxyde de tantale(V) Ta2O5 par le carbone sous vide ou sous atmosphère d'hydrogène à une température de 1 500 à 1 700 °C ; ce procédé a été utilisé en 1876 pour produire du carbure de tantale, mais ne permet pas de contrôler la stœchiométrie du produit.

## Carbure de tantale naturel
Le carbure de tantale naturel est décrit en 1909 par Paul Walther, qui le prend pour du tantale natif. Il est renommé carbure de tantale (tantalum carbide) par Victor Goldschmidt en 1926. Sa composition est vérifiée par Clifford Frondel (de) en 1962. Enfin, Karl Hugo Strunz lui donne en 1966 le nom de tantalcarbide.
Sa localité type est le gisement Avrorinsky (rivière Aktaï, massif Baranchinsky, Nijni Taguil, oblast de Sverdlovsk, Russie).